# Проскините
Проскините (греч. Προσκυνηταί) — деревня в Греции. Относится к общине Марония-Сапе в периферийной единице Родопи в периферии Восточная Македония и Фракия.
Сообщество Проскините создано 18 июня 1926 года (ΦΕΚ 204Α).